# Тростянець (Рівненський район)
Тростяне́ць — село в Україні, в Рівненському районі Рівненської області. Населення становить 153 осіб.

## Географія
Село розташоване на лівому березі річки Горинь.

## Символіка
Символи затверджені 28 листопада 2024 року рішенням Костопільської міської ради. Автори – А. Гречило та Ю. Терлецький.

### Герб
Щит розтятий двічі; у середньому срібному полі виходить чорна тростина із зеленим стеблом та листочками, у двох інших синіх полях - по золотому хрестомечу.
Тростина є асоціативним символом і вказує на назву села Тростянець (герб є промовистим). Хрестомечі уособлюють боротьбу за волю, нагадують про першу присягу УПА, проведену на цих теренах

### Прапор
Квадратне полотнище, що складається з трьох рівновеликих вертикальних смуг - синьої, білої та синьої, на білій - чорна тростина із зеленим стеблом та листочками, на синіх смугах - по жовтому хрестомечу.

## Історія
У 1906 році село Стидинської волості Рівненського повіту Волинської губернії. Відстань від повітового міста 60 верст, від волості 5. Дворів 61, мешканців 464.